# Chromis vanbebberae
Chromis vanbebberae là một loài cá biển thuộc chi Chromis trong họ Cá thia. Loài này được mô tả lần đầu tiên vào năm 2020.

## Từ nguyên
Từ định danh vanbebberae được đặt theo tên của Barbara Van Bebber, một trong số những người lái tàu lặn thành thạo nhất ở vùng Caribe. Con tàu mà Van Bebber điều khiển, Curasub, đã quan sát và thu thập được nhiều loài mới, bao gồm cả loài cá này.

## Phạm vi phân bố và môi trường sống
Vào năm 1982, loài Chromis enchrysurus được mô tả lại do xuất hiện một biến dị kiểu hình (đuôi trắng thay vì vàng như thường thấy). Tuy nhiên, biến dị này chính là C. vanbebberae, được công nhận là một loài mới dựa trên kết quả phân tích phân tử của sắc tố tế bào b và phức hợp IV (cytochrome c oxidase).
Những ghi nhận trước đây của C. enchrysurus tại Bahamas, Bermuda và biển Caribe dọc theo bờ biển Nam Mỹ trải dài đến bang São Paulo của Brasil và cả những hòn đảo xa bờ (là đảo san hô Rocas, Fernando de Noronha, São Pedro và São Paulo và đảo Trindade) được xác định là C. vanbebberae; tuy nhiên, phạm vi của C. vanbebberae cũng chồng lấn một phần với C. enchrysurus tại Florida Keys.
C. vanbebberae được thu thập ở độ sâu khoảng 49–178 m gần các rạn san hô, hốc đá, hải miên (bọt biển) và cả xác tàu đắm. Đây là loài cá thia rất phổ biến ở những tầng nước mà ánh sáng mặt trời hầu như không thể chiếu tới được tại Caribe và Brasil.

## Mô tả
C. vanbebberae có chiều dài cơ thể lớn nhất được ghi nhận là 9,8 cm. Cá trưởng thành có màu xám tro đến nâu sẫm ở thân trên, đôi khi ánh màu xanh lam từ đầu đến các gai vây lưng. Thân dưới, vây bụng, vây hậu môn và vây đuôi màu trắng. Đầu có vệt sọc xanh ánh kim từ môi trên kéo dài qua rìa trên của mắt, mở rộng về phía gáy. Ở những cá thể lớn, sọc xanh ngắn lại và chỉ xuất hiện trên mõm. Cá con có thêm nhiều vệt đốm màu xanh óng ở vùng thân có màu sẫm.
Số gai ở vây lưng: 13; Số tia vây ở vây lưng: 12–13; Số gai ở vây hậu môn: 2; Số tia vây ở vây hậu môn: 12–13; Số tia vây ở vây ngực: 17–20; Số gai ở vây bụng: 1; Số tia vây ở vây bụng: 5.